# Andrius Navickas
Andrius Navickas (* 1972 in Vilnius) ist ein litauischer Journalist und Politiker.

## Leben
Nach dem Abitur an der  Salomėja-Nėris-Mittelschule Vilnius absolvierte Navickas ab 1990 das Masterstudium der Philosophie und dann das Masterstudium der Religionswissenschaft an der Vilniaus universitetas. 2006 promovierte er in Philosophie (zum Thema über Menschenrechte, „Žmogaus teisių pagrindimo problema šiuolaikinėje politinėje filosofijoje“). 2004–2016 leitete er als Direktor und Chefredakteur das katholische Internetportal Bernardinai.lt.
Von 2015 bis 2017 lehrte er an der Philosophie-Fakultät der Vilniaus universitetas und Mykolo Romerio universitetas,  2017 an der Kazimiero Simonavičiaus universitetas, 2000–2004 am Priesterseminar Vilnius und Lietuvos edukologijos universitetas. 2001–2003 war er Beamter im Justizministerium Litauens.
Von 2016 bis 2017 war Navickas Seimas-Mitglied-Gehilfe von konservativen Politikern  wie Gabrielius Landsbergis, 2003 Irena Degutienė, 1998–2002 Jonas Šimėnas, Algirdas Saudargas, Vytautas Bogušis als Beamter in der Seimas-Kanzlei. Seit Juni 2017 ist er Seimas-Mitglied (anstelle des verstorbenen Rokas Žilinskas).
Navickas ist Mitglied von Tėvynės sąjunga.